# Baie de Mahone

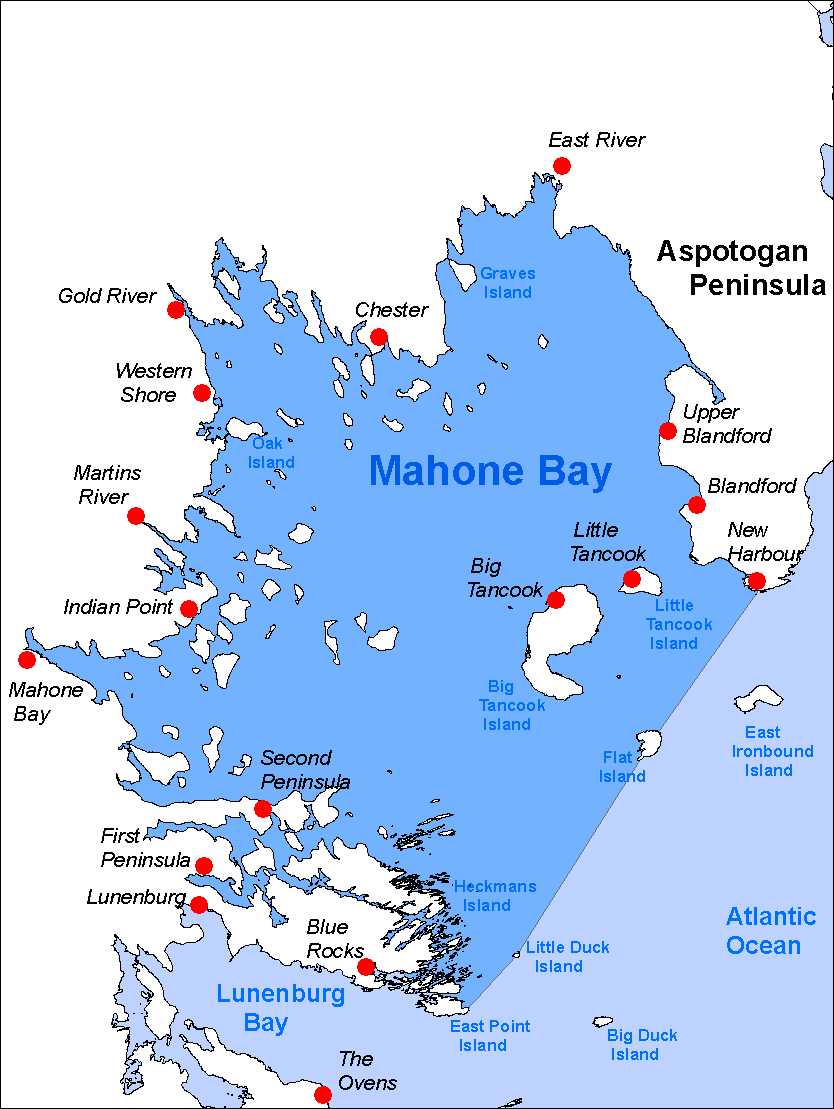
Baie de Mahone.

La baie de Mahone (en anglais : Mahone Bay) est une baie de Nouvelle-Écosse, au Canada. Elle se situe à l'est du comté de Lunenburg et compte de nombreuses îles.
La ville éponyme de Mahone Bay s'y trouve.
C'est une zone d'observation ornithologique notable.